# 영양 제리
《영양 제리》(스웨덴어: Fröken Julie, Miss Julie, 영양 줄리)는 스웨덴에서 제작된 알프 쇠베르이 감독의 1951년 흑백 영화이다. 아니타 비요크 등이 주연으로 출연하였다.
자연주의 작가로서 세계적으로 유명한 아우구스트 스트린드베리가 1888년에 발표한 희곡을 영화화한 것이다. 쇠베리는 1949년에 스톡홀름의 왕립극장에서 이 희곡을 연출할 때 67회 속연(續演)의 대기록을 수립하고 이어서 영화화한 것이다. 영화에서는 대담한 회상수법을 구사하고, 여성심리의 콤플렉스를 날카롭게 파헤쳐 원작에 새로운 생명을 불어 넣는 데 성공하고 있다. 스웨덴에 있어서 연극과 영화의 밀접한 관계를 보이는 전형적인 명작이다.

## 줄거리
하지제(夏至祭)로 사람들이 들떠 법석대는 밤. 백작의 영양 줄리(뵈르크)는 그 분위기에 이끌려 하인 잔(파르메)과 춤춘다. 그 다음 헛간에 들어간 줄리는 젊은 남녀가 뜨겁게 서로 사랑하고 있는 광경을 엿보게 된다. 그리하여 줄리는 다시 잔과 만나 그날밤 그에게 몸을 맡긴다. 그러나 그 직후 하인 근성을 드러내는 잔의 태도에 환멸을 느끼고 귀족으로서의 긍지를 지키기 위하여 스스로 자기 목을 면도칼로 끊어 자살한다.

## 출연

### 주연
- 아니타 비요크

### 조연
- 잉가 길
- 막스 폰 시도우
- 마가레타 크루크